# Aubrey Addams
Aubrey Addams (Westfield, Nueva Jersey, 25 de mayo de 1987) es una actriz pornográfica estadounidense.

## Vida personal
Poco después de graduarse, entró en el Fashion Institute of Technology en Nueva York. Cansada de sus estudios, dejó la universidad en 2005.

## Carrera
Ella encontró un productor de películas porno en su área y grabó su primera escena con John the Stutterer. Ella decidió mudarse a Los Ángeles para perseguir la posibilidad de una carrera en la industria. A pesar de la intención de quedarse solo en Los Ángeles y lo que sería una estancia inicialmente de tres semanas se extendió rápidamente por tiempo indefinido.

## Premios y nominaciones
| Premiación                                 | Año  | Resultado | Premio                                      | Trabajo                     |
| ------------------------------------------ | ---- | --------- | ------------------------------------------- | --------------------------- |
| XRCO Award                                 | 2006 | Nominada  | Cream Dream.                                | Cream Dream.                |
| XRCO Award                                 | 2006 | Nominada  | Nueva Estrella Joven.                       | Nueva Estrella Joven.       |
| Fans of Adult Media & Entertainment (FAME) | 2007 | Finalista | Novata Femenina Favorita.                   | Novata Femenina Favorita.   |
| NightMoves Awards                          | 2007 | Nominada  | Mejor Estrella Joven Nueva.                 | Mejor Estrella Joven Nueva. |
| AVN Award                                  | 2009 | Nominada  | Mejor Escena de Sexo en Grupo Todas-Chicas. | Girlvana 4.                 |